# Футболіст року (Білорусь)

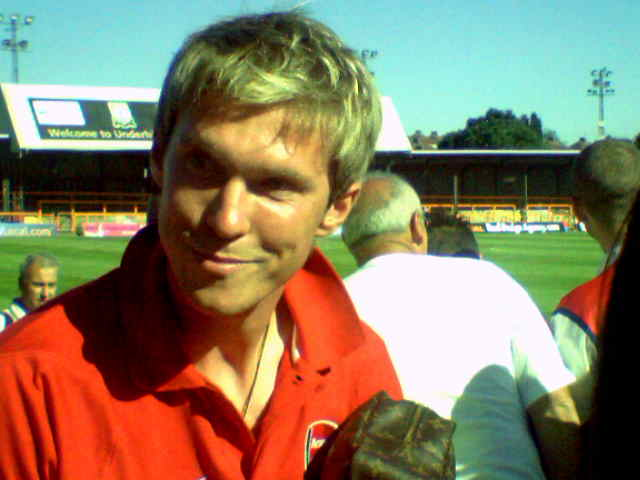
Олександр Гліб, володар найбільшої кількості титулів «Футболіст року Білорусі»

Футболіст року Білорусі (біл. Футбаліст году Беларусі, рос. Футболист года Белоруссии) — нагорода найкращому футболісту Білорусі, який визначається кожного календарного року опитуванням серед футбольних гравців, експертів, тренерів та журналістів. Заснована 1983 року, з 1991 року опитування проводить газета «Прессбол». Найбільше разів (6) за всю історію нагороди її завоював Олександр Гліб.

## Володарі титулу
| Рік  | Гравець              | Клуб                          |
| ---- | -------------------- | ----------------------------- |
| 1983 | Сергій Гоцманов      | Динамо (Мінськ)               |
| 1984 | Сергій Алейніков     | Динамо (Мінськ)               |
| 1985 | Сергій Гоцманов      | Динамо (Мінськ)               |
| 1986 | Сергій Алейніков     | Динамо (Мінськ)               |
| 1987 | Сергій Гоцманов      | Динамо (Мінськ)               |
| 1988 | Сергій Алейніков     | Динамо (Мінськ)               |
| 1989 | Сергій Гоцманов      | Динамо (Мінськ)               |
| 1990 | Олександр Метлицький | Динамо (Мінськ) / Осієк       |
| 1991 | Юрій Курбико         | Динамо (Мінськ)               |
| 1992 | Андрій Зигмантович   | Гронінген / Динамо (Мінськ)   |
| 1993 | Сергій Герасимець    | Динамо (Мінськ)               |
| 1994 | Андрій Зигмантович   | Расінг (Сантандер)            |
| 1995 | Валентин Белькевич   | Динамо (Мінськ)               |
| 1996 | Володимир Маковський | Динамо (Мінськ)               |
| 1997 | Андрій Лаврик        | Динамо (Мінськ)               |
| 1998 | Олександр Хацкевич   | Динамо (Київ)                 |
| 1999 | Сергій Гуренко       | Локомотив (Москва) / Рома     |
| 2000 | Олександр Хацкевич   | Динамо (Київ)                 |
| 2001 | Геннадій Тумілович   | Ростов                        |
| 2002 | Олександр Гліб       | Штутгарт                      |
| 2003 | Олександр Гліб       | Штутгарт                      |
| 2004 | Максим Ромащенко     | Трабзонспор / Динамо (Москва) |
| 2005 | Олександр Гліб       | Штутгарт / Арсенал            |
| 2006 | Олександр Гліб       | Арсенал                       |
| 2007 | Олександр Гліб       | Арсенал                       |
| 2008 | Олександр Гліб       | Арсенал / Барселона           |
| 2009 | Олександр Кульчій    | Ростов                        |
| 2010 | Юрій Жевнов          | Зеніт                         |
| 2011 | Олександр Гутор      | БАТЕ                          |
| 2012 | Ренан Брессан        | БАТЕ                          |
| 2013 | Тимофій Калачов      | Ростов                        |
| 2014 | Сергій Кривець       | Мец                           |
| 2015 | Ігор Стасевич        | БАТЕ                          |
| 2016 | Тимофій Калачов      | Ростов                        |
| 2017 | Михайло Гордійчук    | БАТЕ                          |
| 2018 | Ігор Стасевич        | БАТЕ                          |
| 2019 | Ігор Стасевич        | БАТЕ                          |
| 2019 | Максим Скавиш        | БАТЕ                          |
| 2019 | Андрій Соловей       | Гомель                        |

### Найкращі футболісти чемпіонату Білорусі
| За опитуванням газети «Прессбол»             |                              |
| 1992-в                                       | В. Белькевич («Динамо» Мн.)  |
| За опитуванням Держкомспорту Білорусі        |                              |
| 1992/93                                      | О. Хацкевич («Динамо» Мн.)   |
| 1993/94                                      | В. Белькевич («Динамо» Мн.)  |
| 1993/95                                      | В. Белькевич («Динамо» Мн.)  |
| 1995-о                                       | В. Белькевич («Динамо» Мн.)  |
| 1996                                         | В. Маковський («Динамо» Мн.) |
| 1997                                         | А. Лаврик («Динамо» Мн.)     |
| 1998                                         | І. Чумаченко («Дніпро» Мг.)  |
| 1999                                         | В. Стрипейкіс («Славія» Мз.) |
| 2000                                         | Р. Василюк («Славія» Мз.)    |
| 2001                                         | С. Давидов («Ньоман»)        |
| За опитуванням Білоруської федерації футболу |                              |
| 2002                                         | Д. Ліхтарович (БАТЕ)         |
| 2003                                         | Т. Калачов («Шахтар» Сол.)   |
| 2004                                         | А. Разін («Динамо» Мн.)      |
| 2005                                         | В. Володенков («Динамо» Мн.) |
| 2006                                         | О. Страханович (МТЗ-РІПО)    |
| 2007                                         | Р. Василюк («Гомель»)        |
| 2008                                         | В. Родіонов (БАТЕ)           |
| 2009                                         | С. Кривець (БАТЕ)            |
| 2010                                         | Р. Брессан (БАТЕ)            |
| 2011                                         | Р. Брессан (БАТЕ)            |
| 2012                                         | Р. Брессан (БАТЕ)            |
| 2013                                         | В. Родіонов (БАТЕ)           |
| 2014                                         | І. Стасевич («Динамо» Мн.)   |
| 2015                                         | І. Стасевич (БАТЕ)           |
| 2016                                         | І. Стасевич (БАТЕ)           |
| 2017                                         | М. Гордійчук (БАТЕ)          |
| 2018                                         | І. Стасевич (БАТЕ)           |
| 2019                                         | І. Стасевич (БАТЕ)           |